# Estación de Francos Rodríguez
Francos Rodríguez es una estación de la línea 7 del Metro de Madrid situada bajo la confluencia de la avenida de Pablo Iglesias y la calle que da nombre a la estación, entre los barrios de Ciudad Universitaria (distrito de Moncloa-Aravaca) y Bellas Vistas (distrito de Tetuán).

## Historia
La estación abrió al público el 12 de febrero de 1999. Cuenta con dos grandes espacios abiertos, siendo uno de ellos el vestíbulo de acceso al que se llega directamente desde un ascensor. El otro es el conjunto de andenes y escaleras mecánicas de acceso a los mismos. Estas características hacen que no posea ningún túnel o pasillo de paso, siendo los accesos directos desde el vestíbulo.

## Accesos
Vestíbulo Francos Rodríguez
- Moguer C/ Moguer, 1. Próximo a Avda. Doctor Federico Rubio y Galí
- Alejandro Rodríguez C/ Alejandro Rodríguez, 37. Próximo a C/ Numancia
- Av. Pablo Iglesias, impares - Francos Rodríguez Avda. Pablo Iglesias, 93. Para Ruta Verde
- Av. Pablo Iglesias, pares - Francos Rodríguez Avda. Pablo Iglesias, 94. Próxima a C/ Francos Rodríguez
- Ascensor Avda. Pablo Iglesias, 92

## Líneas y conexiones

### Metro
| << cabecera                                                  | < estación      | línea | estación > | cabecera >> |
| ------------------------------------------------------------ | --------------- | ----- | ---------- | ----------- |
| Hospital del Henares Cambio de tren en Estadio Metropolitano | Guzmán el Bueno |       | Valdezarza | Pitis       |

### Autobuses
| Diurnos   |                            |                                                   |
| Línea     | Destino                    | Parada                                            |
| 64        | Pitis                      | 1577 METRO FRANCOS RODRÍGUEZ (N.º 98)             |
| 126       | Barrio del Pilar           | 1577 METRO FRANCOS RODRÍGUEZ (N.º 98)             |
| 127       | Ciudad de los Periodistas  | 1577 METRO FRANCOS RODRÍGUEZ (N.º 98)             |
| 132       | Hospital La Paz            | 1577 METRO FRANCOS RODRÍGUEZ (N.º 98)             |
| 64        | Glorieta de Cuatro Caminos | 1578 METRO FRANCOS RODRÍGUEZ (N.º 69)             |
| 126       | Nuevos Ministerios         | 1578 METRO FRANCOS RODRÍGUEZ (N.º 69)             |
| 127       | Glorieta de Cuatro Caminos | 1578 METRO FRANCOS RODRÍGUEZ (N.º 69)             |
| 132       | Moncloa                    | 1578 METRO FRANCOS RODRÍGUEZ (N.º 69)             |
| 44        | Marqués de Viana           | 1676 METRO FRANCOS RODRÍGUEZ (C/ Ofelia Nieto, 2) |
| 128       | Barrio del Pilar           | 1676 METRO FRANCOS RODRÍGUEZ (C/ Ofelia Nieto, 2) |
| 44        | Plaza del Callao           | 1677 METRO FRANCOS RODRÍGUEZ (C/ Ofelia Nieto, 5) |
| 128       | Glorieta de Cuatro Caminos | 1677 METRO FRANCOS RODRÍGUEZ (C/ Ofelia Nieto, 5) |
| Nocturnos |                            |                                                   |
| Línea     | Destino                    | Parada                                            |
| N21       | Arroyo del Fresno          | 1577 METRO FRANCOS RODRÍGUEZ (N.º 98)             |
| N21       | Plaza de Cibeles           | 1578 METRO FRANCOS RODRÍGUEZ (N.º 69)             |